# Free at Last (Free)
Free at Last è un album dei Free, pubblicato dalla Island Records nel 1972.

## Tracce
Testi e musiche di Andy Fraser, Paul Rodgers, Paul Kossoff e Simon Kirke
Lato A
1. Catch a Train – 3:12
2. Soldier Boy – 2:51
3. Magic Ship – 5:23
4. Sail On – 3:06
5. Travellin' Man – 3:23

Lato B
1. Little Bit of Love – 2:35
2. Guardian of the Universe – 5:32
3. Child – 5:19
4. Goodbye – 5:15

Edizione CD del 2002, pubblicato dalla Island Records
Testi e musiche di Andy Fraser, Paul Rodgers, Paul Kossoff e Simon Kirke, tranne dove indicato
1. Catch a Train – 3:12 – Versione album originale
2. Soldier Boy – 2:51 – Versione album originale
3. Magic Ship – 5:23 – Versione album originale
4. Sail On – 3:06 – Versione album originale
5. Travellin' Man – 3:23 – Versione album originale
6. Little Bit of Love – 2:35 – Versione album originale
7. Guardian of the Universe – 5:32 – Versione album originale
8. Child – 5:19 – Versione album originale
9. Goodbye – 5:15 – Versione album originale
10. Burnin' (Molten Gold) – 5:57 (Paul Kossoff) – Bonus Track - Alternate Take
11. Honky Tonk Women – 3:14 (Mick Jagger, Keith Richards) – Bonus Track
12. Magic Ship – 5:28 – Bonus Track - Alternate Mix
13. Little Bit of Love – 2:37 – Bonus Track - Alternate Mix
14. Guardian of the Universe – 6:07 – Bonus Track - Paul Rodgers Solo version
15. Child – 5:20 – Bonus Track - Early Mix

- Brani CD 10 e 12, registrati l'8 marzo 1972 all'Island Studios di Londra
- Brano CD 11, registrato (probabilmente) l'8 marzo 1972 all'Island Studios di Londra
- Brano CD 13, registrato all'Island Studios di Londra
- Brano CD 14, registrato il 7 marzo 1972 all'Island Studios di Londra
- Brano CD 15, registrato il 27 gennaio 1972 e l'8 marzo 1972 all'Island Studios di Londra[1]

## Musicisti
- Paul Rodgers - voce, pianoforte
- Paul Kossoff - chitarra
- Andy Fraser - basso
- Simon Kirke - batteria